# Kishaya Dudley
Kishaya Dudley (The Bronx, New York, 8 augustus 1975) is een Amerikaanse choreografe en danser. Ze wordt gezien als toonaangevend in haar vakgebied en was verantwoordelijk voor de choreografie van verschillende bekende films en videoclips van vooraanstaande artiesten. In 2005 won ze een MTV Video Music Award voor beste choreografie, voor haar werk in de videoclip Hollaback Girl van Gwen Stefani.

## Werk
Voor de videoclip van Hollaback Girl werkte Dudley samen met regisseur Paul Hunter. Eerder werkte ze met hem samen aan de videoclip van Michael Jacksons You Rock My World uit 2001, waarmee Dudley bekendheid verwierf bij het grote publiek. Voor You Rock My World verzorgde ze niet alleen de choreografie, maar speelde ze ook een leidende rol als danser, naast Michael Jackson zelf.
Als choreografe werkte Kishaya Dudley onder meer voor Faith Evans, Missy Elliott, Mariah Carey, Destiny's Child, Bow Wow, Mya, Wyclef Jean, Ashanti en Foxy Brown. Verder speelt ze een kleine rol in de film Bulletproof Monk, waarvoor ze ook de choreografie verzorgde. Dudley is daarnaast verantwoordelijk voor de choreografie van de MC Hammer sitcom Hammertime, MTV’s House of Style, Chris Rock en de Christina Milian/N’Sync Tour en danste samen met Usher bij de Las Vegas December 2004 Billboard Music Awards.
Door haar resultaten in de entertainmentindustrie wordt zij ook steeds meer gevraagd om de choreografie te verzorgen in reclamefilms. Zo deed zij o.a. choreografie voor reclames van Old Navy, Virgin Mobile, Coca-Cola, en Mountain Dew.

## Choreografie in films
Kishaya Dudley verzorgde de choreografie in de volgende films:
- 2003: Bulletproof Monk
- 2005: Roll Bounce
- 2006: Game
- 2007: Bratz
- 2008: Camp Rock

## Prijzen
- 2005: MTV Video Music Awards voor beste choreografie in een videoclip